# Melchior Wathelet (fils)
Pour les articles homonymes, voir Melchior Wathelet.
Melchior H. N. Wathelet est un homme politique belge né à Verviers le 30 septembre 1977. Il est membre du cdH.
Il est le septième membre de sa famille à porter ce prénom. Son père est Melchior Wathelet.

## Biographie
Après des études aux Facultés universitaires Notre-Dame de la Paix à Namur (UNamur)  et à l'UCLouvain, où il obtient sa licence en droit, il décroche un master en droit européen à l'université de Southampton en 2001.
Il s'inscrit au barreau de Liège en mars 2002.
Lors des élections du 18 mai 2003, il est élu député fédéral de la circonscription électorale de Liège. Il devient président de son groupe à la chambre et deuxième vice-président du cdH en septembre 2004.
Melchior Wathelet est élu conseiller communal de Verviers lors des élections communales du 8 octobre 2006.
Il est réélu député fédéral lors des élections du 10 juin 2007 et participe aux côtés de Joëlle Milquet aux négociations menées à partir de juillet par le formateur Yves Leterme entre les sociaux-chrétiens et les libéraux pour former le gouvernement fédéral.
Le 20 mars 2008, Melchior Wathelet prête serment devant le roi Albert II comme secrétaire d'État au Budget et à la Politique des familles (gouvernement Leterme I). Il est aussi adjoint aux Premier Ministre et Ministre de l'Emploi.
Dans le gouvernement Van Rompuy il est secrétaire d'État au Budget, à la Politique de migration et d'asile, à la Politique des familles et aux institutions culturelles fédérales. Il est également adjoint aux Premier Ministre, Ministre du Budget, Ministre de la Politique de migration et d'asile pour la coordination, Ministre de l'Emploi et Ministre de la Justice pour le droit des personnes et de la famille.
Melchior Wathelet est par ailleurs professeur de droit à l'Institut des hautes études des communications sociales (IHECS) depuis février 2009.
Le 6 décembre 2011, il prête serment comme Secrétaire d’État à l'Environnement, à l’Énergie, à la Mobilité et aux Réformes institutionnelles dans le Gouvernement Di Rupo. Melchior Wathelet devient Vice-Premier ministre et ministre de l'Intérieur, en remplacement de Joëlle Milquet, au 22 juillet 2014, et est remplacé au poste de Secrétaire d'État à l'Environnement, à l'Énergie et à la Mobilité par Catherine Fonck. Le 11 octobre 2014, à la suite de la constitution du Gouvernement Michel, il redevient député fédéral.
Le 10 avril 2015, il annonce qu'il quitte la politique pour le secteur privé. Il deviendra administrateur délégué de Xperthis, active dans le domaine informatique pour le secteur de la santé, le 1er juin 2015.
En 2017, il devient président du circuit de Spa-Francorchamps

## Le plan de survol de Bruxelles
En février 2014, il met en place le plan de survol de Bruxelles décidé par son prédécesseur Étienne Schouppe, en application de l’accord de gouvernement fédéral décidé en 2008 puis en 2010. Ce plan, rapidement rebaptisé « plan Wathelet », soulève la polémique car il augmente considérablement le nombre de personnes survolées et transfère une grosse partie du trafic vers des communes qui n'étaient pas survolées jusqu'alors. Selon le bourgmestre d’Auderghem, Didier Gosuin, «aucun ministre flamand n’aurait osé faire ce que Wathelet fait subir aux Bruxellois actuellement». Des citoyens mécontents ont créé le mouvement Plan Wathelet : pas question. Huit Boeing 777 cargo appartenant à DHL et Lufthansa cargo ne disposant pas de certification acoustique requise ont eu la permission du cabinet Wathelet de survoler Bruxelles de nuit pendant cinq mois et cela en infraction avec la législation européenne, selon le journal Le Soir.

## Vie familiale
Melchior Wathelet a été marié et est père de trois enfants, Margaux, Melchior (huitième de la lignée) et Julien. Il est le compagnon d'Isabel Casteleyn, sa porte-parole.